# Kanton Vaugneray
Vaugneray is een kanton van het Franse departement Rhône. Het kanton maakt deel uit van het arrondissement Lyon. 
In maart 2015 is het gemeente aantal gestegen van 14 naar 18. Dit kwam doordat 10 gemeenten uit de opgeheven kanton Saint-Symphorien-sur-Coise in dit kanton werden opgenomen, plus nog 3 gemeenten uit het kanton Mornant. Daarnaast gingen er nog 3 gemeenten uit het kanton naar de Métropole de Lyon, 3 gemeenten naar het kanton Brignais en ging Courzieu naar het kanton L'Arbresle. Saint-Laurent-de-Vaux werd eerder al op 1 januari 2015 samengevoegd met Vaugneray. 

## Gemeenten
Het kanton Vaugneray omvat de volgende gemeenten:
- Aveize
- Coise
- Duerne
- Grézieu-le-Marché
- La Chapelle-sur-Coise
- Larajasse
- Meys
- Pollionnay
- Pomeys
- Rontalon
- Saint-André-la-Côte
- Sainte-Catherine
- Sainte-Consorce
- Saint-Martin-en-Haut
- Saint-Symphorien-sur-Coise
- Thurins
- Vaugneray (hoofdplaats)
- Yzeron